# Bolitoglossa subpalmata
Bolitoglossa subpalmata е вид земноводно от семейство Plethodontidae. Видът е застрашен от изчезване.

## Разпространение
Разпространен е в Коста Рика.

## Описание
Популацията на вида е намаляваща.